# Fontenay-près-Vézelay
Fontenay-près-Vézelay è un comune francese di 158 abitanti situato nel dipartimento della Yonne nella regione della Borgogna-Franca Contea.

## Società

### Evoluzione demografica
Abitanti censiti